# Хадсон, Уильям Генри
Уильям Генри Хадсон (англ. William Henry Hudson), Энрике Гильермо Худсон (исп. Guillermo Enrique Hudson,  1841—1922) — писатель, натуралист и орнитолог.

## Биография
Родился в Аргентине, флору и фауну которой изучал с юности, публикуя результаты своих работ в журнале Proceedings of the Royal Zoological Society. Его родители были американскими поселенцами, происходившими из Англии и Ирландии. Особенно любил Патагонию.
С 1874 года жил в Англии.
В 1876 вступил в брак в Лондоне, жену звали Эмили.
Писал о птицах, а затем об английской провинции. Наибольшую известность Хадсону принёс роман «Green Mansions» («Зелёные поместья», 1904). В Аргентине он считается принадлежащим национальной литературе, именем Хадсона (в его испанском варианте) назван ряд объектов, например город Удсон.

## Труды

### Хадсона
- The Purple Land that England Lost: Travels and Adventures in the Banda Oriental, South America (1885)
- A Crystal Age (1887)
- Argentine Ornithology (1888)
- Fan-The Story of a Young Girl’s Life (1892), под псевдонимом Henry Harford
- The Naturalist in la Plata (1892)
- Idle Days in Patagonia (1893)
- Birds in a Village (1893)[3]
- Lost British Birds (1894), pamphlet
- British Birds (1895), with a chapter by Frank Evers Beddard
- Osprey; или Egrets and Aigrettes (1896)
- Birds in London (1898)
- Nature in Downland (1900)
- Birds and Man (1901)
- El Ombú (1902),[4]; позже South American Sketches
- Hampshire Days (1903)
- Green Mansions: A Romance of the Tropical Forest (1904)
- A Little Boy Lost (1905)
- Land’s End. A Naturalist’s Impressions in West Cornwall (1908)
- Afoot in England (1909)
- A Shepherd’s Life: Impressions of the South Wiltshire Downs (1910)
- Adventures Among Birds (1913)
- Tales of the Pampas (1916)
- Far Away and Long Ago — A History of My Early Life (1918; новое издание Eland, 2005)
- The Book of a Naturalist (1919)
- Birds in Town and Village (1919)
- Birds of La Plata (1920) в двух томах
- Dead Man’s Plack and An Old Thorn (1920)
- A Traveller in Little Things (1921)
- Tired Traveller (1921), essay
- Seagulls In London. Why They Took To Coming To Town (1922), эссе
- Hind in Richmond Park (1922)
- The Collected Works (1922-23), 24 тома
- 153 Letters from W.H. Hudson (1923), под ред. Edward Garnett
- Rare Vanishing & Lost British Birds (1923)
- Ralph Herne (1923)
- Men, Books and Birds (1925)
- The Disappointed Squirrel (1925) из The Book of a Naturalist
- Mary’s Little Lamb (1929)
- South American Romances (1930) The Purple Land; Green Mansions; El Ombú
- W.H. Hudson’s Letters to R. B. Cunninghame Graham (Golden Cockerel Press 1941; about R. B. Cunninghame Graham)
- Tales of the Gauchos (1946)
- Letters on the Ornithology of Buenos Ayres (1951), под ред. David W. Dewar
- Diary Concerning his Voyage from Buenos Aires to Southampton on the Ebro (1958)
- Gauchos of the Pampas and Their Horses (1963), stories, with R.B. Cunninghame Graham
- English Birds and Green Places: Selected Writings (1964) ISBN 0-575-07207-5
- Birds of A Feather: Unpublished Letters of W.H. Hudson (1981), под ред. D. Shrubsall

### О Хадсоне

#### Библиографии
- G. F. Wilson (1922, 1968) Bibliography of the Writings of W.H. Hudson
- John R. Payne (1977) W.H. Hudson. a Bibliography

#### Биографии
- Morley Roberts[англ.] (1924) W.H. Hudson
- Ford Madox Ford (1937) Portraits from Life
- Robert Hamilton (1946) W.H. Hudson:The Vision of Earth
- Richard E. Haymaker (1954). From Pampas to Hedgerows and Downs: A Study of W. H. Hudson
- John T. Frederick (1972) William Henry Hudson
- D. Shrubsall (1978) W.H. Hudson, Writer and Naturalist
- Ruth Tomalin (1982) W.H. Hudson — a biography
- Amy D. Ronner (1986) W.H. Hudson: The Man, The Novelist, The Naturalist
- David Miller (1990) W.H. Hudson and the Elusive Paradise
- Felipe Arocena (2003) William Henry Hudson: Life, Literature and Science
- Jason Wilson: Living in the sound of the wind, [A Personal Quest For W. H. Hudson, Naturalist And Writer From The River Plate], London : Constable, 2016 ISBN 978-1-4721-2205-6